# Challenahalli, Belur
Challenahalli là một làng thuộc tehsil Belur, huyện Hassan, bang Karnataka, Ấn Độ.